# Karl Schröder (Politiker, 1913)
Karl Schröder (* 14. März 1913 in Remscheid; † 16. März 1971) war ein deutscher Politiker der SPD.

## Ausbildung und Beruf
Karl Schröder besuchte die Volks- und Berufsschule und machte danach seine Gesellenprüfung. 1932 ließ er sich in Berlin-Bernau zum Jugendleiter ausbilden. Wehrdienst leistete er in den Jahren 1936 bis 1945. Von 1945 bis 1946 war er Gewerkschaftsangestellter und 1946 bis 1947 arbeitete er als Erzieher. Ab 1947 war er als Fürsorger und Geschäftsführer der Arbeiterwohlfahrt in Solingen tätig.

## Politik
Karl Schröder war ab 1930 Mitglied der SPD und von 1927 bis 1933 Mitglied des Allgemeinen Deutschen Gewerkschaftsbundes. 1956 wurde er Mitglied des Unterbezirksvorstandes der SPD Solingen. Im gleichen Jahr wurde er Ratsherr der Stadt Solingen; hier war er auch Fraktionsvorsitzender der SPD.
Karl Schröder war vom 21. Juli 1958 bis zu seinem Tode am 16. März 1971 direkt gewähltes Mitglied des 4., 5., 6. und 7. Landtages von Nordrhein-Westfalen für den Wahlkreis 051 Solingen I, beziehungsweise für den Wahlkreis 054 Solingen I.